# Рамоти (Поморське воєводство)
Рамоти (пол. Ramoty) — село в Польщі, у гміні Старий Тарґ Штумського повіту Поморського воєводства.
Населення — 150 осіб (2011).
У 1975-1998 роках село належало до Ельблонзького воєводства.

## Демографія
Демографічна структура станом на 31 березня 2011 року:
|          | Загалом | Допрацездатний вік | Працездатний вік | Постпрацездатний вік |
| -------- | ------- | ------------------ | ---------------- | -------------------- |
| Чоловіки | 73      | 12                 | 54               | 7                    |
| Жінки    | 77      | 19                 | 44               | 14                   |
| Разом    | 150     | 31                 | 98               | 21                   |